# Blumea atropurpurea
Blumea atropurpurea là một loài thực vật có hoa trong họ Cúc. Loài này được Haines mô tả khoa học đầu tiên năm 1922.